# 南壽あさ子
南壽 あさ子（なす あさこ、1989年3月6日 - ）は、千葉県佐倉市出身のシンガーソングライター。

## 略歴
千葉県佐倉市出身、現在は東京都在住。
幼少の頃からピアノを習い始める。
東京女子大学へ進学後、軽音楽部に所属。20歳から本格的に楽曲制作を始め、2010年よりライブハウスでの活動も開始する。
吉祥寺のライブハウス「STAR PINE'S CAFE」が現在の所属事務所曼荼羅音楽出版の系列だったので店のスタッフによって事務所に紹介され、インディーズ・デビューが決まる。
2012年4月、300枚限定で制作した「回遊魚の原風景」をリリース、約2ヶ月で完売させる。6月6日に湯浅篤をプロデューサーに迎えたシングル「フランネル」でインディーズ全国デビュー。11月21日にはミニアルバム「Landscape」をリリースした。
2013年10月23日にシングル「わたしのノスタルジア」でTOY'S FACTORYよりメジャーデビュー。積水ハウスTVCMソング『積水ハウスの歌 「シャーメゾン」バージョン』、アステラス製薬TVCMナレーション、東京ガスラジオCMソング「エネルギーのうた」などを担当。
2016年7月、ヤマハミュージックコミュニケーションズに移籍を公表。
2025年6月18日、日本コロムビアより、6年ぶりとなるアルバム『AMULET』を発売。

## 人物
- 苗字の「南壽」は母親の旧姓で、母方の祖父・南壽敏夫がヨーロッパの風景画家であるため、同じ芸術系の道に進むということでこの苗字を名乗っている[6][12]。
- デビューシングルの「フランネル」は20歳の頃、曲作りを始めてから2番目にできた曲[13]。なお、初めて作った曲は「月夜ガラス」である[注 1]。
- メジャーデビューシングルの「わたしのノスタルジア」は、「兎の影絵（仮）」というタイトルで以前からライブで演奏されていた楽曲である。「中学生の頃に夕暮れの帰り道で感じたせつなさやさみしさをうたにしたくて書きました。ちょうど3年前の10月に書いたこのうたで今回メジャーデビューすることになるとは、とても感慨深いです」とのこと[注 2]。

### 音楽
両親の影響で、洋楽ではエルトン・ジョンやトム・ウェイツ、ボブ・ディラン、キャロル・キング、邦楽でははっぴいえんどや荒井由実、山下達郎、オフコースなどを聴いて育った。また、当時から歌うことが好きで、家ではMISIAの「つつみ込むように…」などを弾き語りしていた。物心つく前からずっと歌うことが好きで、「将来は歌を歌って生きていけたらいいな」と考えてはいたものの、出しゃばるのが嫌いな性格から、特に仲がよかった友人の前以外では人前で歌うことはなかった。
5歳頃からピアノを習い始めたことで自然と弾き語りのスタイルになったが、その頃は家で自己完結していたし、オリジナルの曲も作ってはいなかった。
初めて自分で曲を作ったのは中学生の時。しかし当時は1回だけ挑戦して才能がないと思い、特に作曲の楽しみも感じられなかったので、続けることもなかった。そのため、自分は誰かに曲を書いてもらってそれを歌って生きていくんだろうなと漠然と思っていた。
大学で軽音楽部に入ってコピーバンドをやっていたが、大学3年生の時に友人との会話の中で「オリジナル曲をやろう」ということになったのがきっかけで、独学で作曲を始めた。

## 作品
※「TOYS」…TOYS FACTORY、「YMC」…ヤマハミュージックコミュニケーションズ、「C」…日本コロムビア

### シングル

#### 自主制作
- 「回遊魚の原風景」（2012年4月） 300枚限定。シリアルナンバー入り。

| #  | タイトル           | 作詞 | 作曲・編曲 |
| -- | ------------------ | ---- | ---------- |
| 1. | 「回遊魚の原風景」 |      |            |
| 2. | 「月夜ガラス」     |      |            |

#### インディーズ
- 「フランネル」（2012年6月6日） QBISM-001

| #  | タイトル         | 作詞 | 作曲・編曲 |
| -- | ---------------- | ---- | ---------- |
| 1. | 「フランネル」   |      |            |
| 2. | 「例え話」       |      |            |
| 3. | 「星のもぐる海」 |      |            |

- 「フランネル」（TSUTAYAレンタル限定）（2012年6月6日） 非売品

| #  | タイトル                      | 作詞 | 作曲・編曲 |
| -- | ----------------------------- | ---- | ---------- |
| 1. | 「フランネル」                |      |            |
| 2. | 「例え話」                    |      |            |
| 3. | 「星のもぐる海」              |      |            |
| 4. | 「回遊魚の原風景(demo ver.)」 |      |            |
| 5. | 「月夜ガラス(demo ver.)」     |      |            |
| 6. | 「フランネル(instrumental)」  |      |            |

#### メジャー
- 1st 「わたしのノスタルジア」（2013年10月23日） TFCC-89460/1 (TOYS)

| #  | タイトル                                 | 作詞 | 作曲・編曲 |
| -- | ---------------------------------------- | ---- | ---------- |
| 1. | 「わたしのノスタルジア」                 |      |            |
| 2. | 「うろこ雲とソーダ水槽」                 |      |            |
| 3. | 「わたしのノスタルジア（Instrumental）」 |      |            |
| 4. | 「うろこ雲とソーダ水槽（Instrumental）」 |      |            |
| 5. | 「フランネル（弾き唄いVer.）」           |      |            |
| 6. | 「冬の旅人（弾き唄いVer.）」             |      |            |

- 2nd 「どんぐりと花の空」（2014年3月12日） TFCC-89493 (TOYS)

| #  | タイトル                                    | 作詞 | 作曲・編曲 |
| -- | ------------------------------------------- | ---- | ---------- |
| 1. | 「どんぐりと花の空」                        |      |            |
| 2. | 「狼にベルガモット」                        |      |            |
| 3. | 「どんぐりと花の空（Instrumental）」        |      |            |
| 4. | 「狼にベルガモット（Instrumental）」        |      |            |
| 5. | 「狼にベルガモット（赤ずきんちゃん Ver.）」 |      |            |

- 3rd 「みるいろの星」（2014年6月25日） TFCC-89505 (TOYS)

| #  | タイトル                         | 作詞 | 作曲・編曲 |
| -- | -------------------------------- | ---- | ---------- |
| 1. | 「みるいろの星」                 |      |            |
| 2. | 「邂逅」                         |      |            |
| 3. | 「みるいろの星（Instrumental）」 |      |            |
| 4. | 「邂逅（Instrumental）」         |      |            |
| 5. | 「みるいろの星（弾き唄いVer.）」 |      |            |

- 4th 「flora」（2016年9月28日） YCCW-30055/B/6/7/8/9 (YMC)
  - ※移籍第1弾シングル。リストは豪華版のもの。

| #  | タイトル                                          | 作詞 | 作曲・編曲 |
| -- | ------------------------------------------------- | ---- | ---------- |
| 1. | 「flora」                                         |      |            |
| 2. | 「このごろ、そのひぐらしで」                      |      |            |
| 3. | 「flora (弾き唄い Ver.)」                         |      |            |
| 4. | 「このごろ、そのひぐらしで (弾き唄い Ver.)」      |      |            |
| 5. | 「flora (Instrumental)」                          |      |            |
| 6. | 「このごろ、そのひぐらしで (Instrumental)」       |      |            |
| 7. | 「flora (Piano Instrumental)」                    |      |            |
| 8. | 「このごろ、そのひぐらしで (Piano Instrumental)」 |      |            |

- 7th 「呼吸のおまもり/鉄塔」（2021年11月10日）
- 8th 「あじき路地と南壽あさ子」（2022年9月23日）

#### 配信限定シングル
- 「街路樹」（2013年1月18日）※一週間の期間限定無料配信
- 「エネルギーのうた」（2016年7月28日） YMC
- 「八月のモス・グリーン」（2016年8月10日） YMC
- 「勿忘草の待つ丘」（2017年6月6日） YMC
- 「すみれになって」（2019年7月3日） YMC
- 「あなたがいる」（2021年3月24日）

### アルバム

#### インディーズ
- 『Landscape』（2012年11月21日）QBISM-004

| #  | タイトル             | 作詞 | 作曲・編曲 |
| -- | -------------------- | ---- | ---------- |
| 1. | 「回遊魚の原風景」   |      |            |
| 2. | 「雲の通り道」       |      |            |
| 3. | 「メープルシロップ」 |      |            |
| 4. | 「フランネル」       |      |            |
| 5. | 「あのひとを待つ」   |      |            |
| 6. | 「例え話」           |      |            |
| 7. | 「冬の旅人」         |      |            |
| 8. | 「歌うことだけ」     |      |            |

#### メジャー
- 1st 『Panorama』（2015年6月10日） TFCC-86520/1 (TOYS)

| #   | タイトル                         | 作詞 | 作曲・編曲 |
| --- | -------------------------------- | ---- | ---------- |
| 1.  | 「サンセット・サイドストーリー」 |      |            |
| 2.  | 「わたしのノスタルジア」         |      |            |
| 3.  | 「少年たち」                     |      |            |
| 4.  | 「どんぐりと花の空」             |      |            |
| 5.  | 「みるいろの星」                 |      |            |
| 6.  | 「それがいいな」                 |      |            |
| 7.  | 「パノラマライン」               |      |            |
| 8.  | 「かたむすび」                   |      |            |
| 9.  | 「PASSWORD」                     |      |            |
| 10. | 「ちいさなラズベリー」           |      |            |
| 11. | 「ペーパームーンへ連れ出して」   |      |            |
| 12. | 「やり過ごされた時間たち」       |      |            |

- 2nd 『forget me not』（2017年8月9日） YCCW-10298/B/9 (YMC)

| #   | タイトル                 | 作詞 | 作曲・編曲 |
| --- | ------------------------ | ---- | ---------- |
| 1.  | 「On My Way」            |      |            |
| 2.  | 「勿忘草の待つ丘」       |      |            |
| 3.  | 「flora」                |      |            |
| 4.  | 「ビートラム」           |      |            |
| 5.  | 「杏子屋娘」             |      |            |
| 6.  | 「ロマンティック街道」   |      |            |
| 7.  | 「八月のモス・グリーン」 |      |            |
| 8.  | 「エネルギーのうた」     |      |            |
| 9.  | 「ここだよ」             |      |            |
| 10. | 「forget me not」        |      |            |

- 3rd 『Neutral』（2019年10月9日） YCCW-10367/B/8 (YMC)

| #   | タイトル                           | 作詞 | 作曲・編曲 |
| --- | ---------------------------------- | ---- | ---------- |
| 1.  | 「BIRD SONG」                      |      |            |
| 2.  | 「サーカディアン・リズム・ショー」 |      |            |
| 3.  | 「Shenandoah」                     |      |            |
| 4.  | 「すみれになって」                 |      |            |
| 5.  | 「星の瞳」                         |      |            |
| 6.  | 「月夜ガラス」                     |      |            |
| 7.  | 「魔法の庭」                       |      |            |
| 8.  | 「Noir」                           |      |            |
| 9.  | 「鉄塔」                           |      |            |
| 10. | 「SPACY BOY」                      |      |            |
| 11. | 「永遠の少女」                     |      |            |

- 4th『AMULET』（2025年6月18日）COZP-2186～7（初回限定盤、CD+BD）、COCP-42505（通常盤、12cmCD）、COZP-2186～7/TOG-2190（コロムビアミュージックショップ限定特別セット、CD+BD+歌詞集）（C）[11]

| #   | タイトル                   | 作詞 | 作曲・編曲 |
| --- | -------------------------- | ---- | ---------- |
| 1.  | 「珈琲フロート漂流記」     |      |            |
| 2.  | 「あなたがいる」           |      |            |
| 3.  | 「時の環」                 |      |            |
| 4.  | 「オン・ザ・スクリーン」   |      |            |
| 5.  | 「ローファー」             |      |            |
| 6.  | 「あおもりもりもりのうた」 |      |            |
| 7.  | 「あじき路地」             |      |            |
| 8.  | 「幸せの途中」             |      |            |
| 9.  | 「がんばるひとへ」         |      |            |
| 10. | 「パラブルの島」           |      |            |
| 11. | 「呼吸のおまもり」         |      |            |

#### 配信限定アルバム
- 『南壽と築地と子守唄 〜南壽あさ子 at 築地本願寺〜』（2014年5月28日）TFDS-00259
  - 配信サイトOTOTOYにてDSD＋ハイレゾ配信

| #  | タイトル                             | 作詞 | 作曲・編曲 |
| -- | ------------------------------------ | ---- | ---------- |
| 1. | 「旅愁」                             |      |            |
| 2. | 「星のもぐる海」                     |      |            |
| 3. | 「500 Miles」                        |      |            |
| 4. | 「真夜中のスープ (オルゴール Ver.)」 |      |            |

### 映像作品
- Live DVD 『"Landscape2" 南壽あさ子 × かくたみほ』（2013年6月26日）QBISM-005

| #   | タイトル             | 作詞 | 作曲・編曲 |
| --- | -------------------- | ---- | ---------- |
| 1.  | 「フランネル」       |      |            |
| 2.  | 「雲の通り道」       |      |            |
| 3.  | 「杏子屋娘」         |      |            |
| 4.  | 「寿く唄」           |      |            |
| 5.  | 「星のもぐる海」     |      |            |
| 6.  | 「渦巻きの不思議」   |      |            |
| 7.  | 「どんぐりと花の空」 |      |            |
| 8.  | 「街路樹」           |      |            |
| 9.  | 「あのひとを待つ」   |      |            |
| 10. | 「パノラマライン」   |      |            |
| 11. | 「例え話」           |      |            |
| 12. | 「月夜ガラス」       |      |            |
| 13. | 「冬の旅人」         |      |            |
| 14. | 「メープルシロップ」 |      |            |
| 15. | 「回遊魚の原風景」   |      |            |
| 16. | 「歌うことだけ」     |      |            |

- DVD『七つ星』南壽あさ子×アリオト
- Blu-ray+Photo book『ピクチャレスク』南壽あさ子×石川寛 QBISM-016

### 参加作品
ESTACION（エスタシオン）
南壽あさ子と鈴木惣一朗による「季刊限定ユニット」。

#### アルバム
- 『少女歳時記＜冬＞』（2015年12月2日）QBISM-010

| #  | タイトル                       | 作詞 | 作曲・編曲 |
| -- | ------------------------------ | ---- | ---------- |
| 1. | 「ふゆる」                     |      |            |
| 2. | 「ウインター・ワンダーランド」 |      |            |
| 3. | 「冬の星座」                   |      |            |
| 4. | 「500マイル」                  |      |            |
| 5. | 「白い道」                     |      |            |
| 6. | 「涙のシルエット」             |      |            |
| 7. | 「生ひ立ちの歌」               |      |            |
| 8. | 「もみの木」                   |      |            |

- 『もうひとつの冬』（2016年11月23日）QBISM-014
  - 細野晴臣（M-1）ベース演奏（M-2）ボーカル参加

| #  | タイトル                         | 作詞 | 作曲・編曲 |
| -- | -------------------------------- | ---- | ---------- |
| 1. | 「しんしんしん (cover)」         |      |            |
| 2. | 「カシュカシュ」                 |      |            |
| 3. | 「冬の海 (cover)」               |      |            |
| 4. | 「Blue Valentine’s Day (cover)」 |      |            |
| 5. | 「雪 (cover)」                   |      |            |
| 6. | 「心に太陽を持て（朗読）」       |      |            |
| 7. | 「冬は糸を連れ」                 |      |            |
| 8. | 「灯台守 (cover)」               |      |            |

### その他
- 「虹と雪のバラード featuring 南壽あさ子」（上杉周大『You Are The MAN!!』#7）
- ねずみくんのチョッキコラボソングＣＤつき絵本（作：なかえよしを、絵：上野紀子、うた：南壽あさ子）

## タイアップ

### TV番組
- テレビ東京「海外行くならこーでね〜と！」2012年5・6月度エンディングテーマ（例え話）
- テレビ東京「音流」2012年6月度エンディングテーマ（星のもぐる海）
- テレビ東京「海外行くならこーでね〜と！」2012年10月度エンディングテーマ（フランネル）
- テレビ東京「海外行くならこーでね〜と！」2012年12月度・2013年1月度エンディングテーマ、グリーンチャンネル「淑子の見た北の大地シリーズ　テーマ曲」（冬の旅人）
- NHK「みんなのうた」2019年10・11月（鉄塔）
- NHK青森「あおもりもりもり」オープニングテーマ（あおもりもりもりのうた）[11]
- NHK青森「あおもりもりもり」エンディングテーマ（幸せの途中）[11]

### 映画
- おかあさんの被爆ピアノ（2020年）主題歌（時の環）

### TVCM
- 積水ハウスシャーメゾンCM歌唱「積水ハウスの歌」（2013〜）
- アステラス製薬CM「臓器移植をしたきみ」篇のナレーション（2015〜2016）
- 福井県クロカワ自動車CMソング（それがいいな）
- 株式会社ゼネテック 防災用スマホアプリ ココダヨCMソング（歌うことだけ / ここだよ）
- 株式会社WorldNet 2024年企業CM（がんばるひとへ）[11]

### ラジオCM
- 江崎グリコ ポッキーラジオCMソング歌唱
- 東京ガスのラジオCM「あなたとずっと今日よりもっと・エネルギーのうた」（エネルギーのうた）
- 東京FMラジオジングル作成
- 千葉県内FMラジオ局合同キャンペーン「NEXT RADIO」キャンペーンソング（あなたがいる）[11]
- TOKYO FM / JFN「ラジオ・ラバーズ」CMキャンペーンソング（呼吸のおまもり）[11]

### ゲームミュージック
- PS3「エスカ＆ロジーのアトリエ〜黄昏の空の錬金術士〜」 ワールドトラベルテーマ（回遊魚の原風景）[7]
- NCSOFT MMORPG「ブレイドアンドソウル」の挿入歌＆声優
- PS4, PS Vitaフィリスのアトリエ ～不思議な旅の錬金術士～オープニングテーマ 『flora』
- PS4, PS Vitaフィリスのアトリエ ～不思議な旅の錬金術士～イベントリスタートテーマ 『このごろ、そのひぐらしで』

### その他
- サンリオピューロランド マイメロディーアトラクションテーマソング（狼にベルガモット（赤ずきんちゃん Ver.））
- かんぽ生命企業キャラクター「かんぽくん」Webアニメーションソング（Noir）
- 千葉県佐倉市・特別広報番組「サクラ咲く ～ひとひらのひかり～」主題歌（ローファー）[11]
- YouTube番組「鉄塔研究会」Season2 エンディングテーマ（パラブルの島）[11]

## ライブ活動
- 2014年
- 2015年
- 2016年
- 2017年
- 2018年
- 2019年

## 出演

### ラジオ
- 真夜中のsoup（2013年4月7日 - 2019年3月31日、毎週日曜日 24:31-24:57、bayfm、全290回）
- 『ゼネテック presents 「cocodayo＊radio(ここだよラジオ)」』（2017年2月5日 - 2018年1月28日、毎週日曜日 8:00 - 8:30、Kiss FM KOBE）
- 真夜中のsoup（2024年10月6日 - 、毎週日曜日 25:30-26:00、BAYFM78）

### 映画
- おかあさんの被爆ピアノ（2020年） - 伊原千恵子（回想）役

### Webアニメ
- POKÉTOON「ヒーローになりたいヤンチャム」（2021年）ナレーション[15]